# Harpalus tardus
Harpalus tardus là một bọ Chân chạy màu đen thuộc họ Carabidae,phân họ Harpalinae, sống ở châu Âu, Xibia, Trung Á và Bắc Á.